# Chris Corchiani
Christopher "Chris" Corchiani  (Coral Gables, Florida; 28 de marzo de 1968) es un exjugador de baloncesto estadounidense. Con 1.85 de estatura, jugaba en la posición de base. También posee la nacionalidad italiana.

## Equipos
- High School. Hialeah Miami Lakes (Hialeah, Florida).
- 1987-1988 University of North Carolina State.
- 1991-1992 Orlando Magic.
- 1991-1992 Raleigh Bullfrogs.
- 1992-1993 Orlando Magic. 9 partidos
- 1992-1993 Rapid City Thrillers. Juega tres partidos.
- 1992-1993 Washington Bullets.
- 1992-1993 Benetton Treviso. Entra por Terry Teagle.
- 1993-1994 Boston Celtics.
- 1994-1995 Efes Pilsen Estambul.
- 1995-1996 Bayer Leverkusen.
- 1996-1997 Valvi Girona.
- 1998-1999 Ducato Siena.
- 1999-2000 Pepsi Rimini.
- 1999-2002 Tau Cerámica.